# Гибридизация орбиталей

Модель молекулы метана, образованной sp^{3}-гибридными орбиталями углерода и s-орбиталями водорода

Гибридиза́ция орбита́лей —  процесс смещения различных атомных орбиталей (s, p, d, f) центрального атома многоатомной молекулы с возникновением одинаковых орбиталей, эквивалентных по своим правилам. Угол между гибридными орбиталями при sp3-гибридизации равен 109.5°, при sp2 — 120°, при sp — 180°.

## Концепция гибридизации

Схема гибридизации атомных s и p орбиталей атома углерода

«Концепция гибридизации валентных атомных орбиталей» была предложена американским химиком Лайнусом Полингом в 1931 году для ответа на вопрос, почему при наличии у центрального атома разных (s, p, d) валентных орбиталей образованные им связи в многоатомных молекулах с одинаковыми лигандами оказываются эквивалентными по своим энергетическим и пространственным характеристикам.
Представления о гибридизации занимают центральное место в методе валентных связей. Сама гибридизация не является реальным физическим процессом, а только удобной моделью, позволяющей объяснить электронное строение молекул, в частности гипотетические видоизменения атомных орбиталей при образовании ковалентной химической связи, в частности, выравнивание длин химических связей и валентных углов в молекуле.
Концепция гибридизации с успехом была применена для качественного описания простых молекул, но позднее была расширена и для более сложных. В отличие от теории молекулярных орбиталей не является строго количественной, например, она не в состоянии предсказать фотоэлектронные спектры даже таких простых молекул, как вода. В настоящее время используется в основном в методических целях и в синтетической органической химии.
В 1954 году Нобелевский комитет удостоил Л. Полинга премии по химии «За изучение природы химической связи и его применение к объяснению строения сложных молекул». Однако сам Л. Полинг не был удовлетворён введением σ, π — описания для двойной и тройной связи и сопряжённых систем.
В 1958 году на симпозиуме, посвящённом памяти немецкого химика-органика Ф. А. Кекуле, Л. Полинг развил теорию изогнутой химической связи, учитывающую кулоновское отталкивание электронов. По этой теории, двойная связь описывалась как комбинация двух изогнутых химических связей, а тройная связь — как комбинация трёх изогнутых химических связей.
Этот принцип нашёл отражение в теории отталкивания электронных пар Гиллеспи — Найхолма, первое и наиболее важное правило которой формулировалось следующим образом:
 «Электронные пары принимают такое расположение на валентной оболочке атома, при котором они максимально удалены друг от друга, т. е. электронные пары ведут себя так, как если бы они взаимно отталкивались».
Второе правило состояло в том, что «все электронные пары, входящие в валентную электронную оболочку, считаются расположенными на одинаковом расстоянии от ядра».

## Виды гибридизации

### sp-гибридизация

sp-гибридизация

При sp-гибридизации s-орбиталь углерода в возбуждённом состоянии смешивается только с одной из трех 2p-орбиталей. Это называется sp-гибридизацией, потому что две орбитали (одна s и одна p) смешаны: получающиеся две sp-гибридные орбитали затем располагаются в линейной геометрии (180°), а две негибридизованные 2p-орбитали располагаются под углом 90°. В ацетилене C2H2 это происходит следуюшим образом: два атома углерода образуют сигма-связь, перекрывая sp-орбитали. Один водород связывается с каждым атомом углерода, перекрывая его орбиталь с другой орбиталью. Две p-орбитали каждого углерода перекрываются, образуя две π-связи. Основные параметры sp-гибридизации и тройной связи: 
* Все атомы имеют линейную структуру; 
* Угол между атомами составляет 180°; 
* В тройной связи есть одна σ (сигма) и две π (пи) связи.

### sp2-гибридизация

sp^{2}-гибридизация

sp^{3}-гибридизация

Данный вид гибридизации происходит при смешивании одной s- и двух p-орбиталей. Образуются три гибридные орбитали с осями, расположенными в одной плоскости и направленными к вершинам треугольника под углом 120°. Негибридная p-атомная орбиталь перпендикулярна плоскости и, как правило, участвует в образовании π-связей.

### sp3-гибридизация
Данный вид гибридизации происходит при смешивании одной s- и трех p-орбиталей, образуя четыре равноценные по форме и энергии sp3-гибридные орбитали.
Оси sp3-гибридных орбиталей направлены к вершинам тетраэдра, тогда как ядро центрального атома расположено в центре описанной сферы этого тетраэдра. Угол между любыми двумя осями приближённо равен 109°28', что соответствует наименьшей энергии отталкивания электронов. Также sp3-орбитали могут образовывать четыре σ-связи с другими атомами или заполняться неподеленными парами электронов. Такое состояние характерно для атомов углерода в насыщенных углеводородах и соответственно в алкильных радикалах и их производных.

## Гибридизация и геометрия молекул
Представление о гибридизации атомных орбиталей лежит в основе теории отталкивания электронных пар Гиллеспи-Найхолма. Каждому типу гибридизации соответствует строго определённая пространственная ориентация гибридных орбиталей центрального атома, что позволяет её использовать как основу стереохимических представлений в неорганической химии.
В таблице приведены примеры соответствия наиболее распространённых типов гибридизации и геометрической структуры молекул в предположении, что все гибридные орбитали участвуют в образовании химических связей (отсутствуют неподелённые электронные пары).
| Тип гибридизации | Число гибридных орбиталей | Геометрия                   | Структура | Примеры                 |
| ---------------- | ------------------------- | --------------------------- | --------- | ----------------------- |
| sp               | 2                         | Линейная                    |           | BeF2, CO2, NO2+         |
| sp2              | 3                         | Треугольная                 |           | BF3, NO3-, CO32-        |
| sp3, d3s         | 4                         | Тетраэдрическая             |           | CH4, ClO4-, SO42-, NH4+ |
| dsp2             | 4                         | Плоскоквадратная            |           | [Ni(CN)4]2- [PdCl4]2-   |
| sp3d             | 5                         | Тригонально-бипирамидальная |           | PCl5, AsF5              |
| sp3d2, d2sp3     | 6                         | Октаэдрическая              |           | SF6, Fe(CN)63-, CoF63-  |